# Palais de la Mer
Palau de Mar
Ne doit pas être confondu avec Saint-Palais-sur-Mer.
Le Palais de la Mer (en catalan : Palau de Mar) est un monument de Barcelone construit entre 1880 et 1890, situé dans le quartier de la Barceloneta.
Il est aujourd'hui le siège du Musée d'histoire de Catalogne.

## Histoire
Bâtiment typique de l'architecture portuaire du XIXe siècle, il est l'œuvre des architectes Maurici Garran et Elies Rogent.
Il est destiné, à l'origine, à accueillir les Magasins Généraux du port de Barcelone.

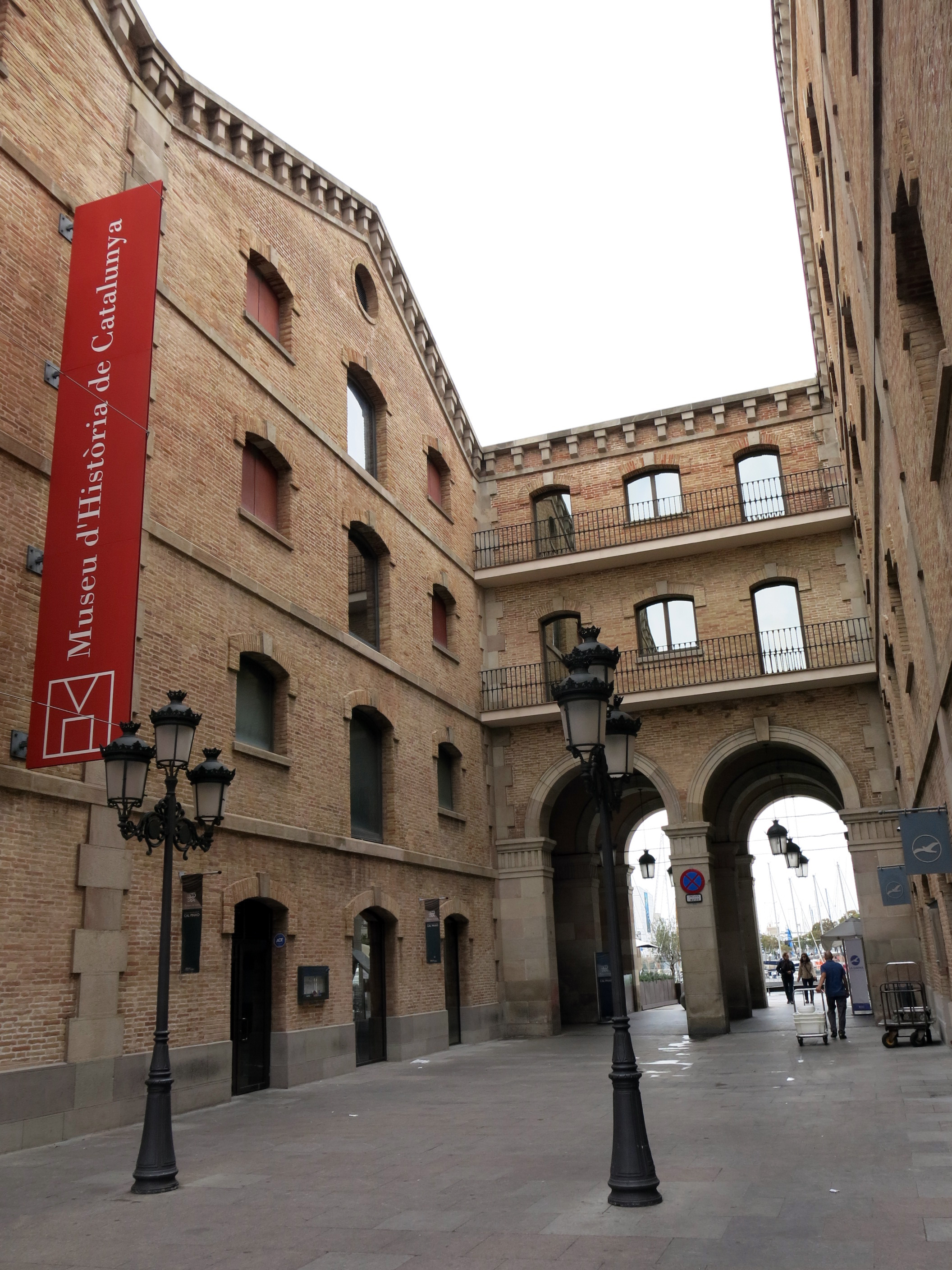
Allée centrale du Palais de la Mer, accès principal du Musée d'histoire de Catalogne.